# Beting

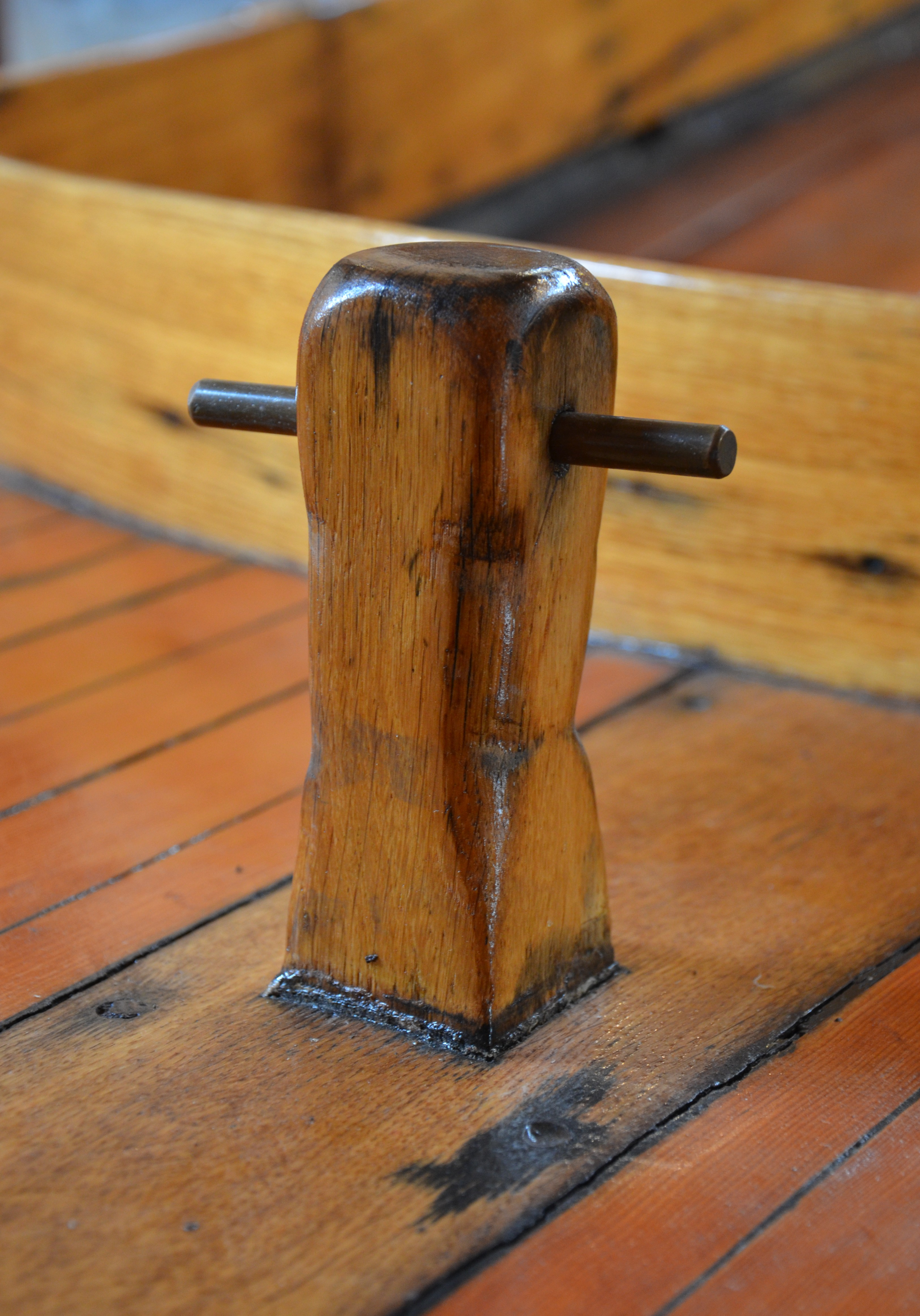
Beting på motoseglaren Lisen på Bohusläns museum.

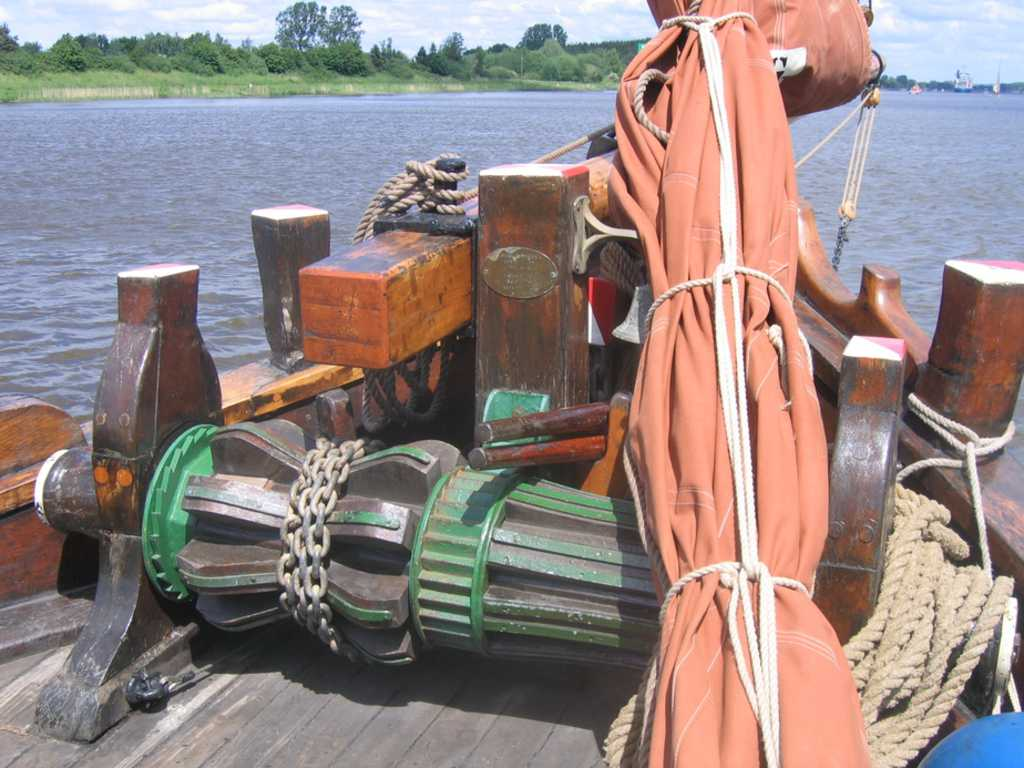
Ankarspel med beting på tyska skeppet Catarina

Beting (tonvikten på e till åtskillnad från beting i betydelsen arbetsackord) benämnes de ovan däck uppstående grova timmer avsedda för fastgöring av grövre ändar eller ankarkätting. En krysshult består av två uppstående pollare med ett tvärs över dem fastbultat tvärstycke som i ändarna är avrundat (se knap). Finnes endast en pollare kallas även den ofta betingpollare. Enkel betingpollare är i fördäcket genomgående vertikala timmer eller vid brädgången eller relingen på styrbord och babord bog, eller båts respektive fartygs låring. En betingpollare eller krysshult går ner i underliggande konstruktion, oftast fäst i kölplankan eller bottenstockar.